# Dieffenbachia oerstedii
Dieffenbachia oerstedii är en kallaväxtart som beskrevs av Heinrich Wilhelm Schott. Dieffenbachia oerstedii ingår i släktet prickbladssläktet, och familjen kallaväxter. Inga underarter finns listade.

## Bildgalleri

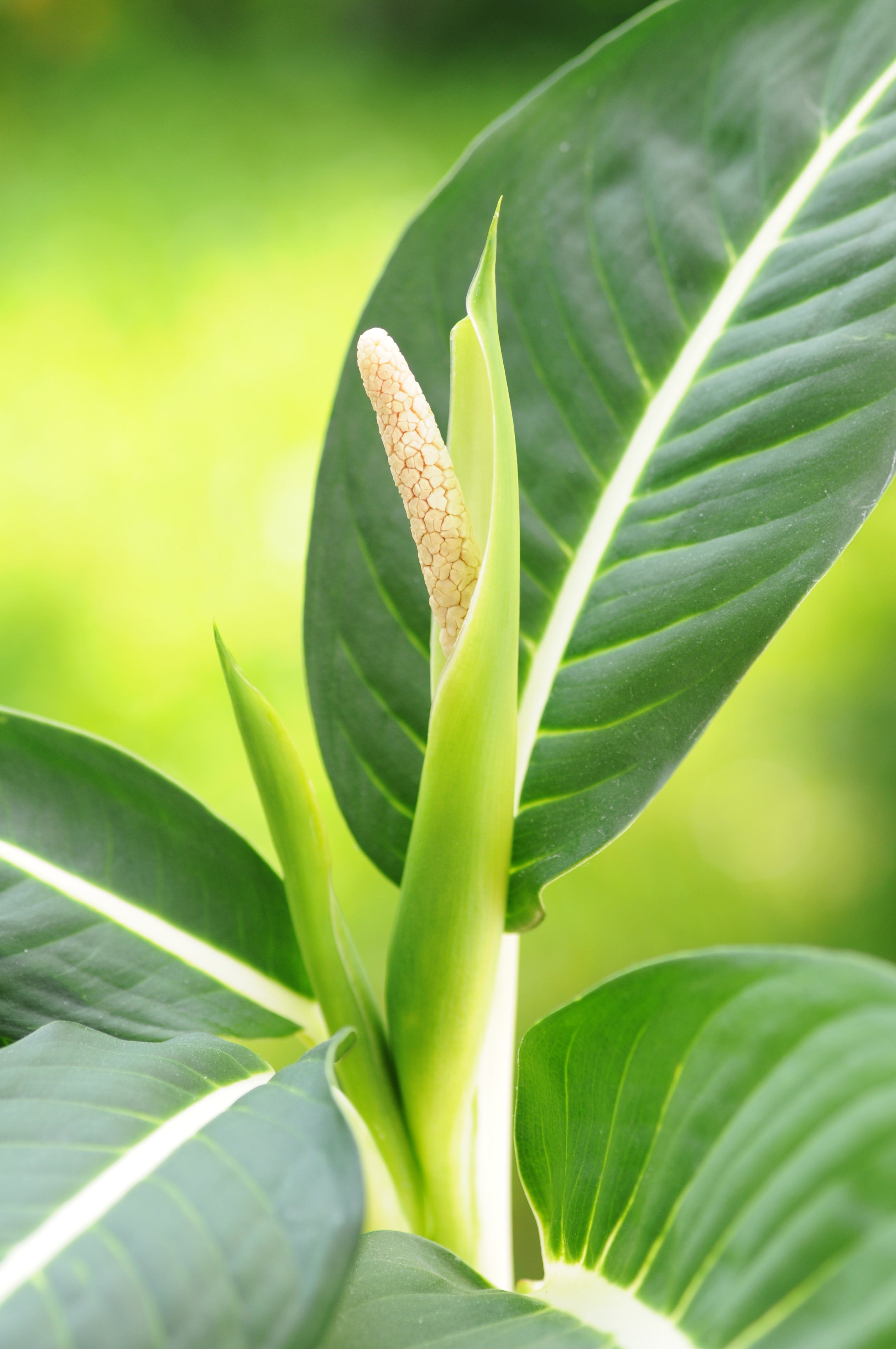